# 梁之彦
梁之彦（1900年—1986年），男，河南孟津人，中华人民共和国生理化学家、教育家、政治人物，曾任湖北省政协副主席。